# Clairy-Saulchoix
Clairy-Saulchoix là một xã ở tỉnh Somme, vùng Hauts-de-France, Pháp.

## Địa lý
Thị trấn này tọa lạc trên đường D162, gần cả đường A29 và N29, khoảng 5 dặm Anh về phía tây của Amiens.

## Dân số
| 1962                                                           | 1968 | 1975 | 1982 | 1990 | 1999 |
| -------------------------------------------------------------- | ---- | ---- | ---- | ---- | ---- |
| 274                                                            | 292  | 313  | 364  | 361  | 390  |
| Số liệu điều tra dân số từ năm 1962, dân số không tính hai lần |      |      |      |      |      |